# Accords de Bâle
Les Accords de Bâle sont des accords de réglementation bancaire signés dans la ville de Bâle (Suisse), et élaborés par le Comité de Bâle. Ils visent à garantir un niveau minimum de capitaux propres, afin d'assurer la solidité financière des banques.
Bâle I est signé en 1988.
Bâle II, qui renforce les premiers accords, est mis en place entre 2004 et 2008.
Les accords de Bâle III ont été publiés fin 2010 et leur mise en place est prévue entre 2012 et 2019. Ils mettent en place des coussins de fonds propres, notamment contracycliques, afin que les banques accumulent des réserves lorsque l'économie va bien, et puissent y puiser lorsque le cycle économique chute.